# Herbert Lawford
Herbert Fortescue Lawford, né le 15 mai 1851 à Bayswater et mort le 20 avril 1925 à Dess près d'Aboyne dans l'Aberdeenshire, est un joueur de tennis britannique.
Vainqueur à Wimbledon en 1887, il est membre du International Tennis Hall of Fame depuis 2006.

## Biographie
Herbert Lawford a grandi à Tunbridge Wells puis a étudié à la Windlesham House School (en), la Repton School (en) avant de terminer son cursus scolaire à l'Edinburgh Academy. Il passe ensuite deux ans à l'Edinburgh College of Art où il joue au cricket avec l'équipe universitaire avant de devenir agent de change à Londres. En 1879, il s'adjuge le tournoi de double de l'Université d'Oxford avec Robert Erskine, considéré comme l'ancêtre du tournoi de Wimbledon.
Pionnier du tennis britannique, il participe à la seconde édition du tournoi de Wimbledon en 1878. Deux ans plus tard, il se hisse en finale qu'il perd contre le tenant John Hartley. Il se heurte ensuite systématiquement aux frères Renshaw, William l'éliminant notamment trois fois consécutivement dans le Challenge Round entre 1884 et 1886. La seconde année, il parvient pourtant à écarter Ernest en cinq manches dans l'All Comer's Final. C'est à nouveau aux dépens de celui-ci qu'il gagne son unique trophée en 1887 à l'âge de 36 ans (1-6, 6-3, 3-6, 6-4, 6-4). Il se vengera l'année suivante sur un score sans appel (6-3, 7-5, 6-0). Sa rivalité avec les frères Renshaw est racontée par Herbert Chipp dans l'ouvrage Lawn Tennis Recollections en 1898.
Il détient par ailleurs trois titres de champion d'Irlande et a remporté en 1885 le premier championnat d'Angleterre sur courts couverts.
Doté d'un coup droit puissant et très précis, il est considéré comme l'un des précurseurs de l'effet lifté.

## Palmarès (partiel)

### Titre en simple messieurs
|   | Date | Nom et lieu du tournoi       | Cat.      | Surface | Finaliste      | Score                   |          |
| 1 | 1887 | The Championships, Wimbledon | G. Chelem | Gazon   | Ernest Renshaw | 1-6, 6-3, 3-6, 6-4, 6-4 | Parcours |

### Finales en simple messieurs
|   | Date | Nom et lieu du tournoi       | Cat.      | Surface | Vainqueur       | Score              |          |
| - | ---- | ---------------------------- | --------- | ------- | --------------- | ------------------ | -------- |
| 1 | 1880 | The Championships, Wimbledon | G. Chelem | Gazon   | John Hartley    | 6-0, 6-2, 2-6, 6-3 | Parcours |
| 2 | 1884 | The Championships, Wimbledon | G. Chelem | Gazon   | William Renshaw | 6-0, 6-4, 9-7      | Parcours |
| 3 | 1885 | The Championships, Wimbledon | G. Chelem | Gazon   | William Renshaw | 7-5, 6-2, 4-6, 7-5 | Parcours |
| 4 | 1886 | The Championships, Wimbledon | G. Chelem | Gazon   | William Renshaw | 6-0, 5-7, 6-3, 6-4 | Parcours |
| 5 | 1888 | The Championships, Wimbledon | G. Chelem | Gazon   | Ernest Renshaw  | 6-3, 7-5, 6-0      | Parcours |